# 阿尔比尼约
阿尔比尼约（法語：Arbignieu，法語發音：[aʁbiɲø]）是法国东部安省的一个旧市镇，属于贝莱区。2016年，阿尔比尼约与市镇圣布瓦合并为新市镇比热地区阿尔布瓦。

## 地理
阿尔比尼约（45°43'42"N, 5°39'2"E）面积13.07 平方千米，位于法国奥弗涅-罗讷-阿尔卑斯大区安省，该省份为法国东部省份，北起汝拉省，西北接索恩-卢瓦尔省，西接罗讷省和里昂大都会，南至伊泽尔省，东与萨瓦省、上萨瓦省和瑞士接壤。
与阿尔比尼约接壤的市镇（或旧市镇、城区）包括：昂代尔和孔东、贝莱、布朗斯、科洛米约、佩里约、普雷梅泽勒、圣布瓦、圣日耳曼莱帕鲁瓦斯。

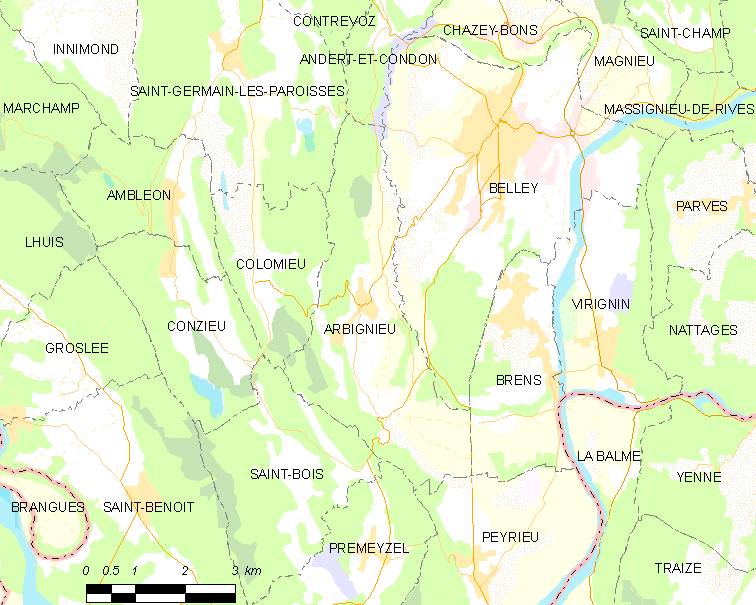
阿尔比尼约的OSM定位图

阿尔比尼约的时区为UTC+01:00、UTC+02:00（夏令时）。

## 行政
阿尔比尼约的邮政编码为01300，INSEE市镇编码为01015。

## 政治
阿尔比尼约所属的省级选区为贝莱县。

## 人口

1962-2008年间阿尔比尼约人口变化图示

阿尔比尼约于2018年1月1日时的人口数量为509人。